# Stictoleptura sambucicola
Stictoleptura sambucicola är en skalbaggsart som först beskrevs av Holzschuh 1982.  Stictoleptura sambucicola ingår i släktet Stictoleptura och familjen långhorningar. Inga underarter finns listade i Catalogue of Life.